# 新紮師妹3
《新紮師妹3》是2006年的香港喜劇電影，為《新紮師妹》系列的最新續集。由馬偉豪執導，但主角改由薛凱琪飾演的范樹娃及鈴木仁飾演的伊豆。
《新紮師妹3》於2006年6月29日於香港上映。

## 劇情
當方麗娟和區海文已前往巴西看世界盃之際，少女范樹娃投考警隊，與鍾Sir、劍雄及Over等一見如故，如家人一樣相處，被受寵愛，無憂地當警察。國際刑警日本分部派伊豆到香港整頓鍾Sir等人，但大事未成，終日與范樹娃一起，而產生愛慕之情。范樹娃的好友Vito對現實不滿，聯同一班Model成立反社會組織，終闖禍，更威脅到鍾Sir等人的安危。

## 演員
- 薛凱琪 飾 范樹娃
- 鈴木仁 飾 鈴木伊豆
- 森美 飾 Over
- 許紹雄 飾 鍾Sir/鍾樂海
- 黃浩然 飾 周劍雄
- 苑瓊丹 飾 呂麗娜
- 黎耀祥 飾 古惑哥
- 唐劍康 飾 廖俊熙 Vito
- 周　驄 飾 區耀山
- 鄒凱光 飾 海灘叔
- 火火 飾 查查
- 周家聲 飾
- 曹震豪 飾 周公子 Noblebo
- 冼色麗 飾 阿玲（Model）
- 周秀娜 飾 阿明（Model）
- 陳文剛 飾 學堂教官

## 軼事
- 於上輯《新紮師妹》、《新紮師妹2美麗任務》中主演的楊千嬅和吳彥祖，並無在此電影演出。

## 外部連結
- 開眼電影網上《新紮師妹3》的資料（繁體中文）
- 豆瓣电影上《新紮師妹3》的資料 （简体中文）
- 时光网上《新紮師妹3》的資料（简体中文）
- 爛番茄上《新紮師妹3》的資料（英文）
- 香港影庫上《新紮師妹3》的資料（繁體中文）
- 互联网电影数据库（IMDb）上《新紮師妹3》的资料（英文）